# Amtsgericht Bremen-Blumenthal

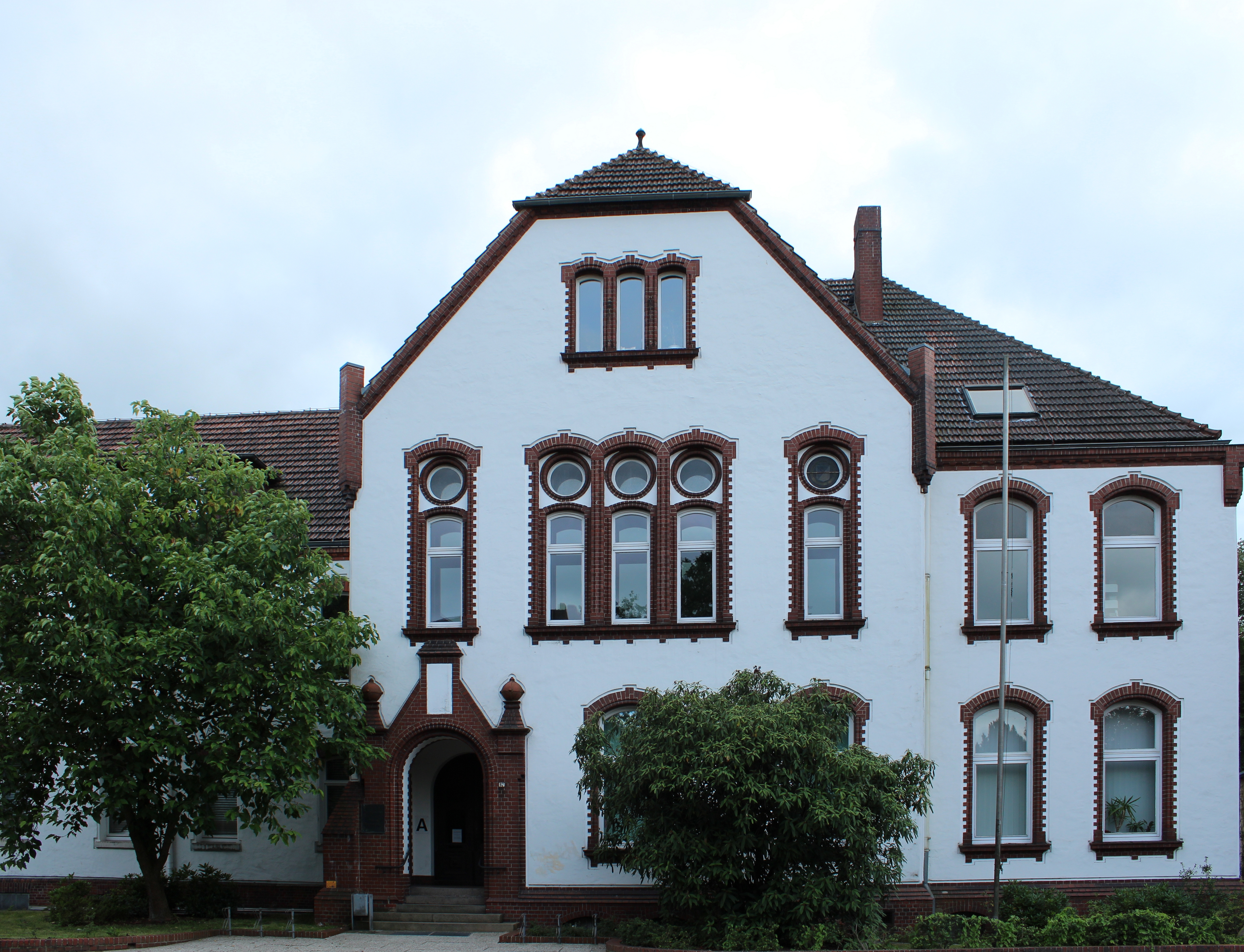
Das Hauptgebäude des Amtsgerichts, Juli 2011

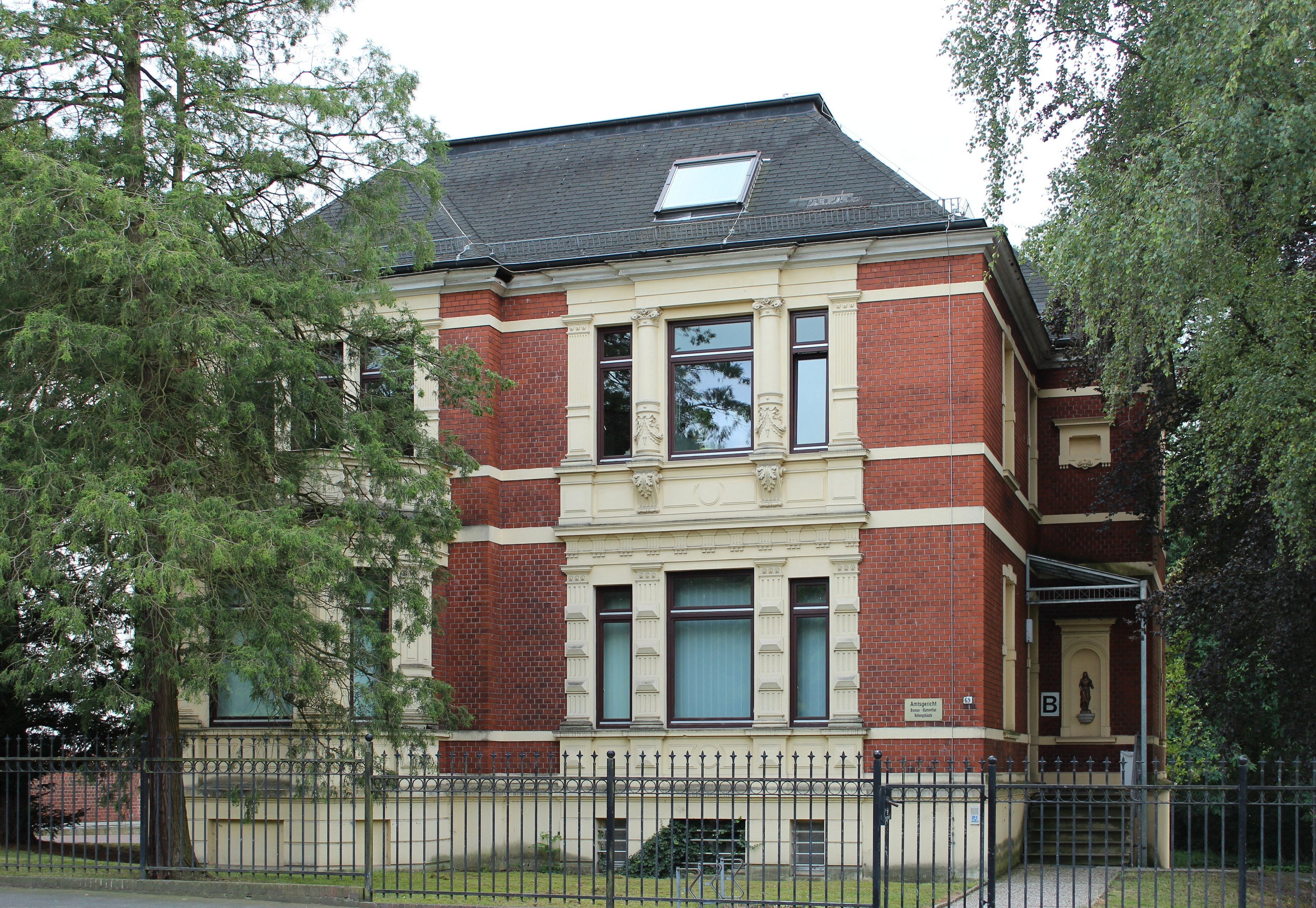
Nebengebäude B (ehem. Dienstvilla), Juli 2011

Das Amtsgericht Bremen-Blumenthal ist ein Gericht der ordentlichen Gerichtsbarkeit und eines von drei Amtsgerichten im Bezirk des Landgerichtes Bremen und damit der Freien Hansestadt Bremen.
Das Ensemble steht seit 2010 unter Bremer Denkmalschutz.

## Gerichtssitz und -bezirk
Sitz des Gerichts ist Bremen-Blumenthal. Es ist innerhalb des Landes Bremen zuständig für die den Stadtbezirk Bremen-Nord bildenden Stadtteile Blumenthal, Burglesum und Vegesack. Für das übrige Gebiet der Stadt Bremen ist das Amtsgericht Bremen zuständig.

## Sachliche Zuständigkeit
Das Gericht ist im Rahmen der den Amtsgerichten gesetzlich zugewiesenen Aufgaben zuständig für Zivil-, Familien-, Straf-, Grundbuch-, Betreuungs-, Nachlass- und Vollstreckungsangelegenheiten.
Im Jahre 2015 waren 47 Mitarbeiter beim Amtsgericht Bremen-Blumenthal beschäftigt.

## Übergeordnete Gerichte
Dem Amtsgericht Bremen-Blumenthal unmittelbar übergeordnet ist das Landgericht Bremen. Das AG Bremen-Blumenthal gehört zum Bezirk des Hanseatischen Oberlandesgerichtes Bremen.

## Geschichte

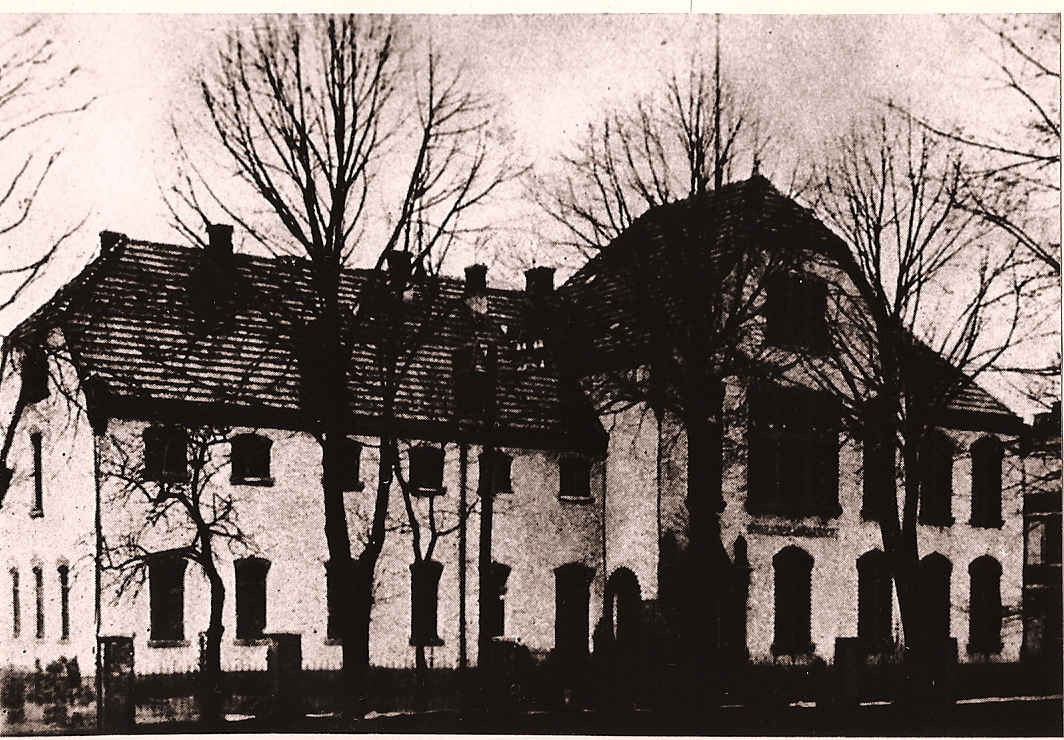
Amtsgericht Blumenthal 1899

Seit 1436 besteht in Blumenthal eine eigene Gerichtsbarkeit, als das Amt Blomendal seine Verwaltungstätigkeit aufnahm und entsprechend damaliger Gepflogenheiten auch die Justiztätigkeit durch rechtsgelehrte Justizbeamte (Drosten) wahrgenommen wurde. Das Amt ging durch Verpfändung an Bremen über. 1654 musste das Amt zusammen mit dem Gericht Neuenkirchen an Schweden abgetreten werden, gehörte allerdings weiterhin zur Gerichtsbarkeit Bremens. Mit dem Zweiten Stader Vergleich fiel das Amt Blumenthal an das Kurfürstentum Hannover, das 1866 nach dem Deutschen Krieg zwischen Preußen und Österreich und seinen Verbündeten an Preußen fiel. Dem folgte diesmal auch die Gerichtsbarkeit, auch wenn das Patronatsrecht beim Rat der Stadt Bremen verblieb.
Im Jahre 1852 wurden auch in Blumenthal Gerichtsbarkeit und Verwaltung getrennt und organisatorisch verselbständigt. Das Amtsgericht war 1852 bis 1879 auch Weserzollgericht. Das Gericht in Blumenthal teilte sich trotz der organisatorischen Trennung weiterhin bis zum Ende des 19. Jahrhunderts das Gebäude Haus Blomdal. Das Gericht verfügte dort über einen Schöffensaal, eine Kasse und mehrere andere Arbeitsräume. An der Stelle des jetzigen Hauptgebäudes des Amtsgerichts Bremen-Blumenthal stand während dieser Zeit ein Gefängnis.
Bevölkerungszuwachs und die rasche Industrialisierung in der Unterweserregion machten schließlich den Neubau eines eigenen Gerichtsgebäudes notwendig. Dieses wurde 1899 eingeweiht und in der Folge mehrfach ausgebaut.
Im Jahre 1933 wurde das Gerichtsgefängnis des Amtsgerichts Blumenthal, das zuvor bereits gleichzeitig als Polizeigefängnis für den Landkreis Blumenthal gedient hatte, zu einem „Schutzhaftlager“ der SA. Rechtliche Grundlage für die Übernahme des Gerichtsgefängnisses durch die SA war die Reichstagsbrandverordnung, mit der die SA nach dem Reichstagsbrand zur Hilfspolizei gemacht wurde.
Am 12. März 1933 befanden sich bereits dreißig Funktionäre der KPD in diesem Lager. Ende März 1933 waren dort bereits 90 Personen der Arbeiterbewegung eingesperrt (87 Kommunisten und drei Sozialdemokraten) – unter ihnen die späteren Ortsamtsleiter Wilhelm Ahrens (1898–1974) und Willy Dehnkamp (1903–1985).
1939 wurden die im Bezirk des Gerichts liegenden Gemeinden Grohn, Schönebeck, Aumund, Blumenthal und Farge des Landkreises Osterholz aus Preußen ausgegliedert und in das Gebiet der Stadt Bremen eingemeindet. Das vorherige Amtsgericht Lesum wurde aufgelöst und das Amtsgericht Blumenthal wurde zum 1. Januar 1943 wieder ein bremisches Amtsgericht.
Auf Anweisung der amerikanischen Militärregierung vom 21. Juni 1945 nahm am 14. Juli 1945 das Amtsgericht Bremen-Blumenthal seine durch das Kriegsende unterbrochene Tätigkeit wieder auf. Es gab zunächst noch zwischen den britischen und amerikanischen Besatzungsbehörden ein Ringen um die Eingliederung des Amtsgerichtes Blumenthal in die britische Besatzungszone (aus der das Land Niedersachsen hervorging) oder in die amerikanische Besatzungszone (die später das Bundesland Freie Hansestadt Bremen bildete). Schließlich stellte der Chef der Legal Division des britischen Hauptquartiers fest, dass nach einer Vereinbarung vom 10. Dezember 1945 zum OLG-Bezirk Hamburg die Gerichte Landgericht Bremen, Amtsgericht Bremen, Amtsgericht Wesermünde, Amtsgericht Blumenthal und das Amtsgericht Bremerhaven gehören sollten, aus dem sich mit der Errichtung des Oberlandesgerichtes in Bremen der Oberlandesgerichtsbezirk Bremen entwickelte.
Überlegungen des Bremer Senats in den 1980er Jahren, das Amtsgericht Bremen-Blumenthal aus Kostengründen zu schließen, führten zu massiven Protesten in Bremen-Nord. Es wurde aus politischen Gründen eine Bestandsgarantie für dieses Amtsgericht abgegeben. Mit Wirkung zum 1. Januar 1989 wurde der Ortsamtsbereich Burglesum aus dem Bezirk des Amtsgerichts Bremen aus- und in den Bezirk des Amtsgerichts Blumenthal eingegliedert, um dem Amtsgericht eine wirtschaftlich sinnvollere Größe zu geben.

## Gebäude
Die Anschrift des Amtsgerichtes Blumenthal lautet: Landrat-Christians-Straße 65a/67/69, 28779 Bremen.
Das denkmalgeschützte Ensemble des Amtsgerichts besteht aus dem Hauptgebäude, dem ehemaligen Gerichtsgefängnis und der ehemaligen Dienstvilla. Es wurde von 1896 bis 1899 gebaut und 1913/1914 erweitert. Die Gebäude nahmen neue Reformtendenzen der Architektur auf, mit einer Rückbesinnung lokaler Bautraditionen. Das jetzige Hauptgebäude des Amtsgerichtes wurde am 11. Februar 1899 eingeweiht. Es war mit finanzieller Beteiligung der Gemeinden Blumenthal, Rönnebeck und Lüßum sowie privater Spenden durch den Blumenthaler Baumeister Lohmüller für 7250 Mark unter Nutzung der Fundamente des ehemaligen Gerichtsgefängnisses des Amtsgerichtes erbaut worden. Zu Beginn des Ersten Weltkrieges erwiesen sich auch diese Räumlichkeiten als zu klein. In der Folge wurde hinter dem Amtsgerichtsgebäude ein Gefängnisneubau errichtet und die bisher als Gerichtsgefängnis im Amtsgerichtsgebäude genutzten Räume für Gerichtszwecke umgebaut.

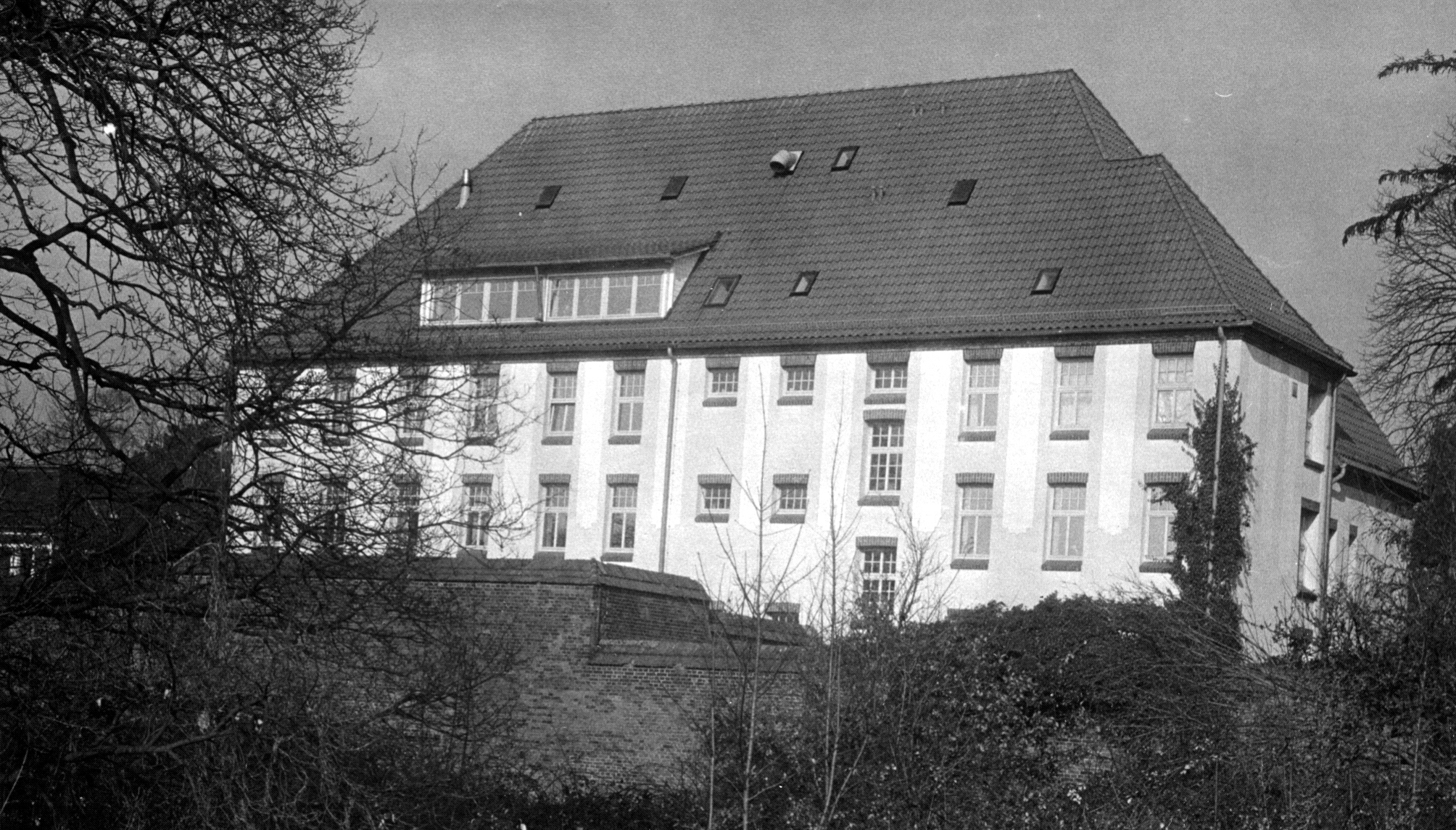
Gerichtsgefängnis mit der Mauer des Gefängnishofes

Im Jahre 1968 wurde ein neben dem Hauptgebäude befindliches 1896 errichtetes Wohnhaus, das ursprünglich die Dienstwohnung des Richters beherbergte, zu einem Nebengebäude für das Gericht (heute Haus B) umgebaut.
Da das hinter dem Gerichtsgebäude befindliche Gerichtsgefängnis kaum noch genutzt wurde, wurde es für das Grundbuchamt des Amtsgerichtsbezirkes umgebaut. Die Einweihung erfolgte im Juni 1997 nach dreijähriger Umbauzeit.

## Gedenken
Am Hauptgebäude des Amtsgerichts erinnert eine Gedenktafel an die mehreren hundert politischen Gegner des NS-Regimes, die hier 1933/34 inhaftiert wurden und dann den Weg in Zuchthäuser und Konzentrationslager antreten mussten.
Am 13. Oktober 2008 beschloss der Beirat des Ortsamts Blumenthal die Anbringung einer weiteren Gedenktafel für die im Gerichtsgefängnis im Dezember 1936 ermordete Margarete Göhner.